# Arestuy
Arestuy (en catalán y oficialmente, Arestui) es un pueblo español de la parte noroccidental del municipio de Llavorsí, en la provincia de Lérida, que forma una entidad municipal descentralizada. Está situado a 1.141 m de altitud, en el margen derecho del río de Baiasca, rodeado de una gran extensión de bosque. Se comunica mediante una carretera con Baiasca y con la carretera C-13 entre las poblaciones de Llavorsí y Escaló. A mediados del siglo XIX se denominaba Arestay.
En 2012 tenía 21 habitantes. Su iglesia parroquial depende de la de Baiasca.
Su territorio (de unos 9,7 km²) se corresponde con el del antiguo municipio del mismo nombre, que se fusionó a mediados del siglo XIX con Llavorsí. La entidad municipal descentralizada se creó el 7 de marzo de 1958.